# بری ئی. ویلمور
بری ئی. ویلمور (به انگلیسی: Barry E. Wilmore) فضانورد اهل کشور ایالات متحده آمریکا است که در ۲۹ دسامبر ۱۹۶۲ میلادی در مورفریزبورو، تنسی زاده شد. وی در مأموریت اس‌تی‌اس-۱۲۹ حضور داشته است.